# Narbacular Drop
Narbacular Drop es un videojuego desarrollado por Nuclear Monkey Software. Fue lanzado en línea en forma gratuita en 2005 para PC. Éste fue el proyecto final de un grupo de estudiantes de DigiPen. El juego consiste en desplazarse por un calabozo utilizando un innovador sistema de portales. El jugador controla dos portales interconectados que pueden ser emplazados en cualquier superficie no metálica (en las paredes, el techo o el piso).
La palabra Narbacular, que no se encuentra en ningún diccionario, fue elegida principalmente para favorecer los resultados de los motores de búsqueda en Internet.

## Argumento
El juego se centra en la situación por la que atraviesa la Princesa Sin Rodillas (Princess No-Knees), llamada así por su incapacidad para saltar. Capturada por un demonio, la princesa descubre que el calabozo en el que se encuentra en realidad es una criatura viviente (un elemental) llamado Wally. Usando la capacidad de Wally para crear portales, ella deberá encontrar la manera de escapar y de derrotar al demonio.

## Jugabilidad
Aunque Narbacular Drop presenta un entorno 3D similar a juegos FPS como Quake, ciertos componentes únicos como los portales y la carencia de la habilidad de saltar del personaje hacen que el desplazamiento y la resolución de problemas sean poco convencionales. El jugador puede abrir sólo dos portales diferentes interconectados a la vez, cada uno con la forma de un gran rostro con ojos llameantes (naranjas o azules para poder distinguirlos cuando el jugador cambia la posición de uno u otro) y una boca abierta lo suficientemente grande como para poder ver y caminar a través de ella. Posicionados mediante una interfaz controlada por mouse, los portales son permitidos sólo sobre superficies naturales y no pueden ser colocados en ninguna superficie metálica o artificial ni en lava. Además de los portales, los elementos importantes del juego incluyen interruptores, cajas y grandes rocas rodantes que pueden aplastar al personaje.
Siendo mayormente una muestra de la aplicación del concepto, el juego en sí mismo es bastante corto, conteniendo aproximadamente seis pruebas que superar. De todas maneras, los miembros del foro de la comunidad de Narbacular Drop están creando un catálogo cada vez mayor de mapas especiales.

## Premios
El juego ganó varios premios:
- Independent Games Festival (IGF) Student Showcase Winner (2006)
- Slamdance Guerilla Gamemaker Competition Finalist (2006)
- GameShadow Innovation In Games Festival & Awards Nomination (2006)
- Game Informer The Top 10 Games You've Never Heard Of
- Edge Internet Game of The Month (marzo de 2006)
- Gamasutra Quantum Leap Awards: Most Important Games "Honorable Mention" (2006)

## Portal
Aunque no hay una secuela de Narbacular Drop, el mismo equipo de desarrollo trabajó en el juego Portal de Valve Software, el cual es considerado como un sucesor de éste. Portal fue lanzado el 10 de octubre de 2007, incluido en The Orange Box para PC, Xbox 360 y PlayStation 3 y por separado para PC (junto con una versión expandida para Xbox Live Arcade) a través de Steam. Al momento del lanzamiento del mismo, el equipo completo de Narbacular Drop aún se encontraba trabajando para Valve.